# Il sig. Domani
Il sig. Domani è l'album d'esordio di Roberto Angelini, uscito nel 2001 con la produzione artistica di Daniele Sinigallia.

## Descrizione
L'album contiene il brano omonimo con il quale il cantautore nello stesso anno si è aggiudicato il Premio della Critica al Festival di Sanremo. Dall'album oltre al pezzo sanremese sono stati estratti come singoli anche Respira, Serenità e Un angelo di passaggio.

## Tracce
Testi e musiche di Roberto Angelini.
1. Respira
2. Un angelo di passaggio
3. Le tue promesse
4. Serenità
5. Il sig. Domani
6. Le rondini
7. Pris
8. And She Comes...
9. Il pacco
10. Serenità 8 a.m.
11. Oceano

## Formazione
- Roberto Angelini - voce, chitarra, synth
- Daniele Sinigallia - chitarra, percussioni, synth, cori
- Gilberto Bertoni - chitarra, e-bow
- Gabriele Lazzarotti - basso
- Daniele Rossi - pianoforte
- Francesco Valente - chitarra
- Giampaolo Rao - batteria
- Sergio Quarta - percussioni
- Piero Monterisi - batteria
- Pino Pecorelli - contrabbasso
- Claudia Mizzoni - viola
- Mario Gentili - violino
- Piermarco Gordini - violino
- Giuseppe Tortora - violoncello
- Claudio Corvini - tromba
- Eric Daniel - flauto
- Riccardo Sinigallia - cori
- Emiliano Meme Di Meo - beats e campionatore